# Église Saint-Christophe d'Anyós
L'église Saint-Christophe (catalan : església de Sant Cristòfol) est une église construite en Andorre dans le style roman, au XIIe siècle. L'édifice est classé Bé d'interès cultural par l'état andorran depuis juillet 2003.

## Situation
Le village d'Anyós (paroisse de La Massana) est situé sur une colline dominant la rive gauche de la Valira del Nord à l'ouest et le riu dels Cortals au nord. L'église quant à elle se trouve au sommet du village, à une altitude de 1 310 m. On y accède par la route CS-310 soit depuis La Massana (2 km), soit par Encamp (7,5 km) en passant par le col de Beixalís. Enfin il est également possible de venir à Anyós depuis Ordino (5 km) par la route CS-335. Le site de l'église offre un panorama sur la vallée de La Massana et les villages de Sispony, de l'Aldosa et d'Ordino,,.

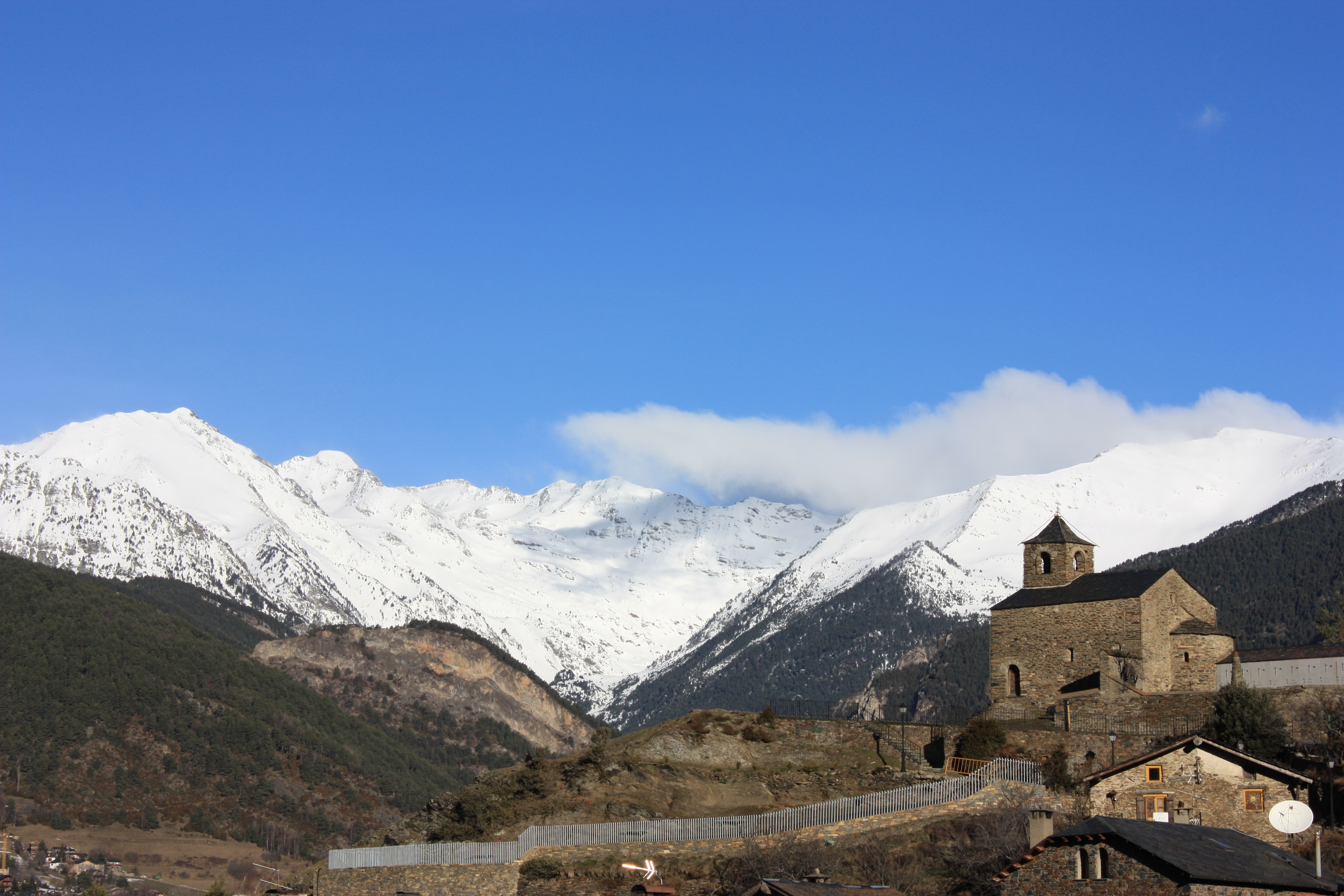
Panorama depuis le site de l'église.
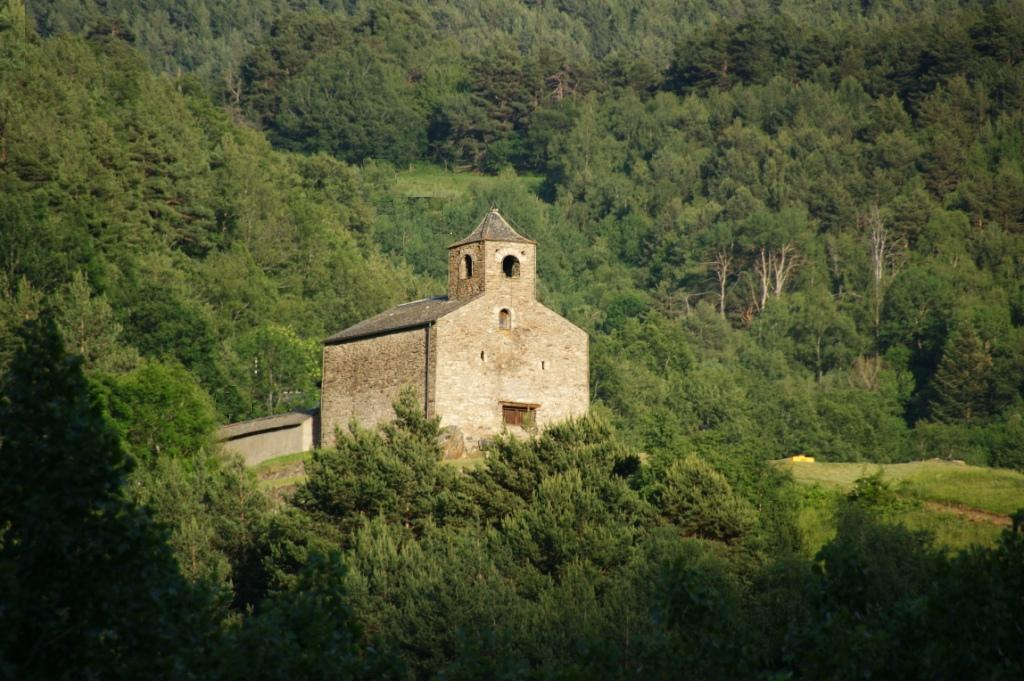
Vue de face de l'église.
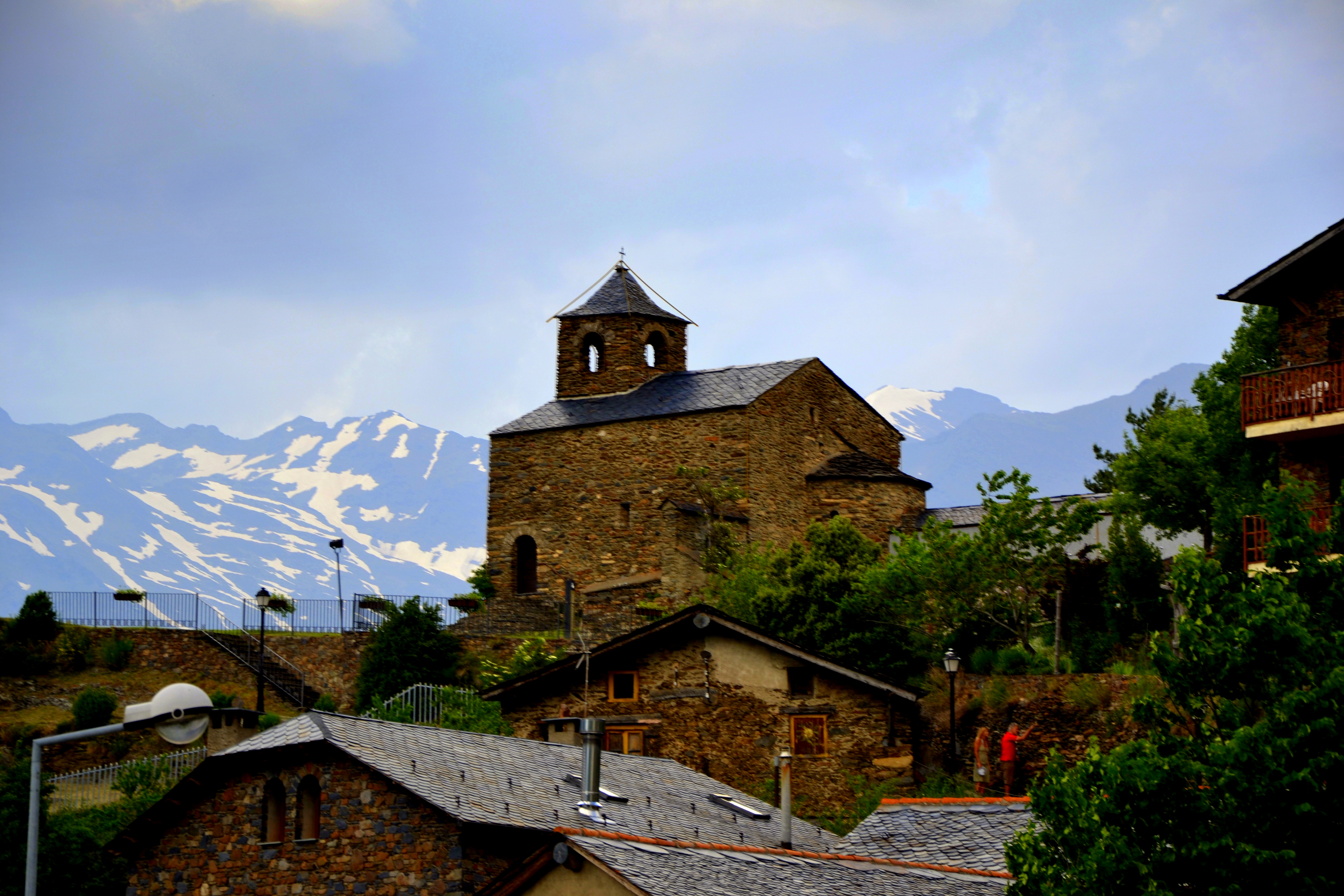
Vue de l'église et de la vallée de La Massana.

## Architecture

### Plan architectural
La construction de l'église a débuté au XIIe siècle sur des bases romanes,. L'église a été remaniée à plusieurs reprises, bénéficiant d'agrandissements, notamment au XVIe siècle. L'abside et le mur nord sont des structures romanes préservées. Le clocher est construit sur un plan quadrangulaire et constitue le seul exemple de clocher situé au milieu d'une toiture dans le pays.

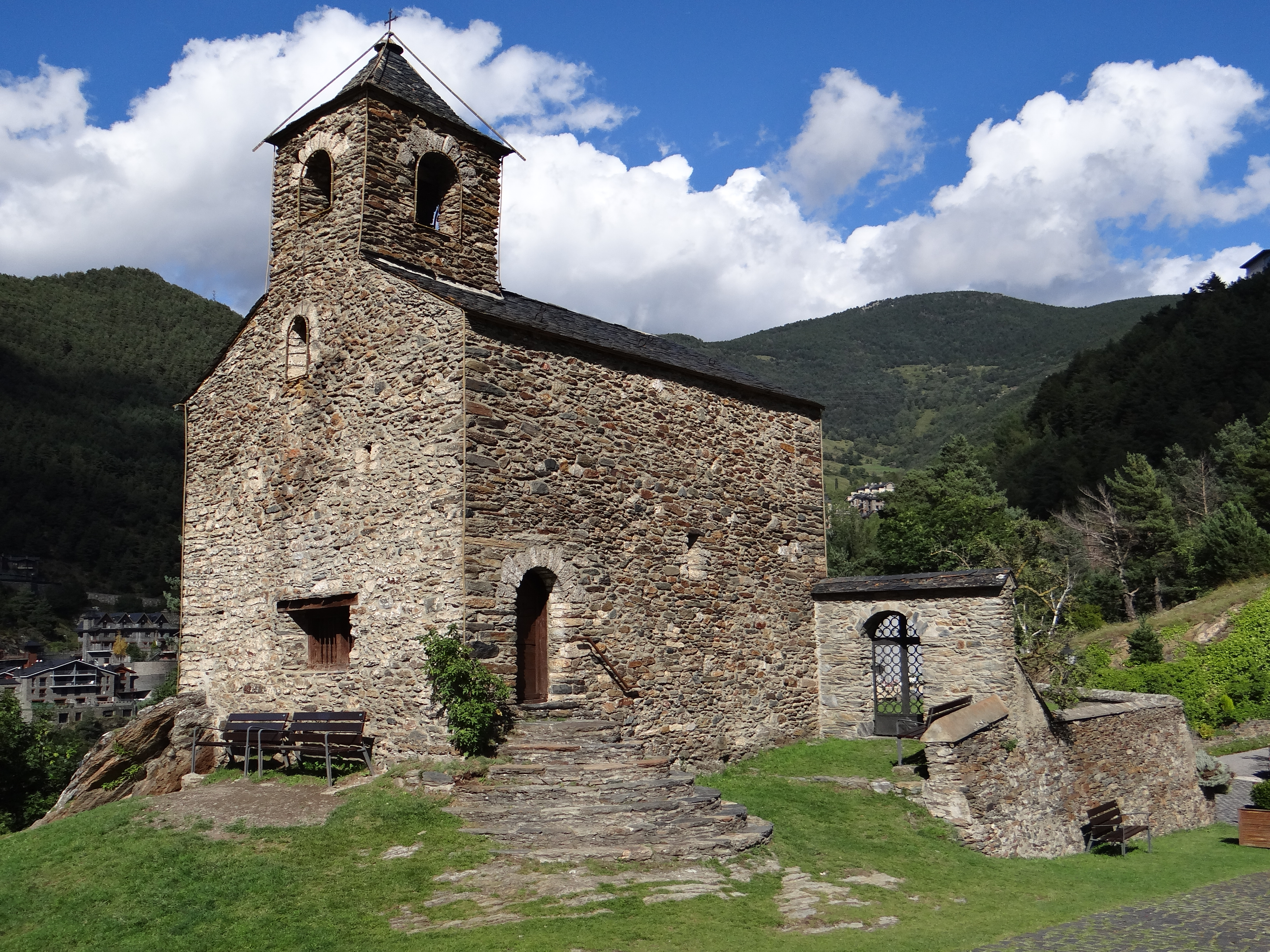
Vue d'ensemble.
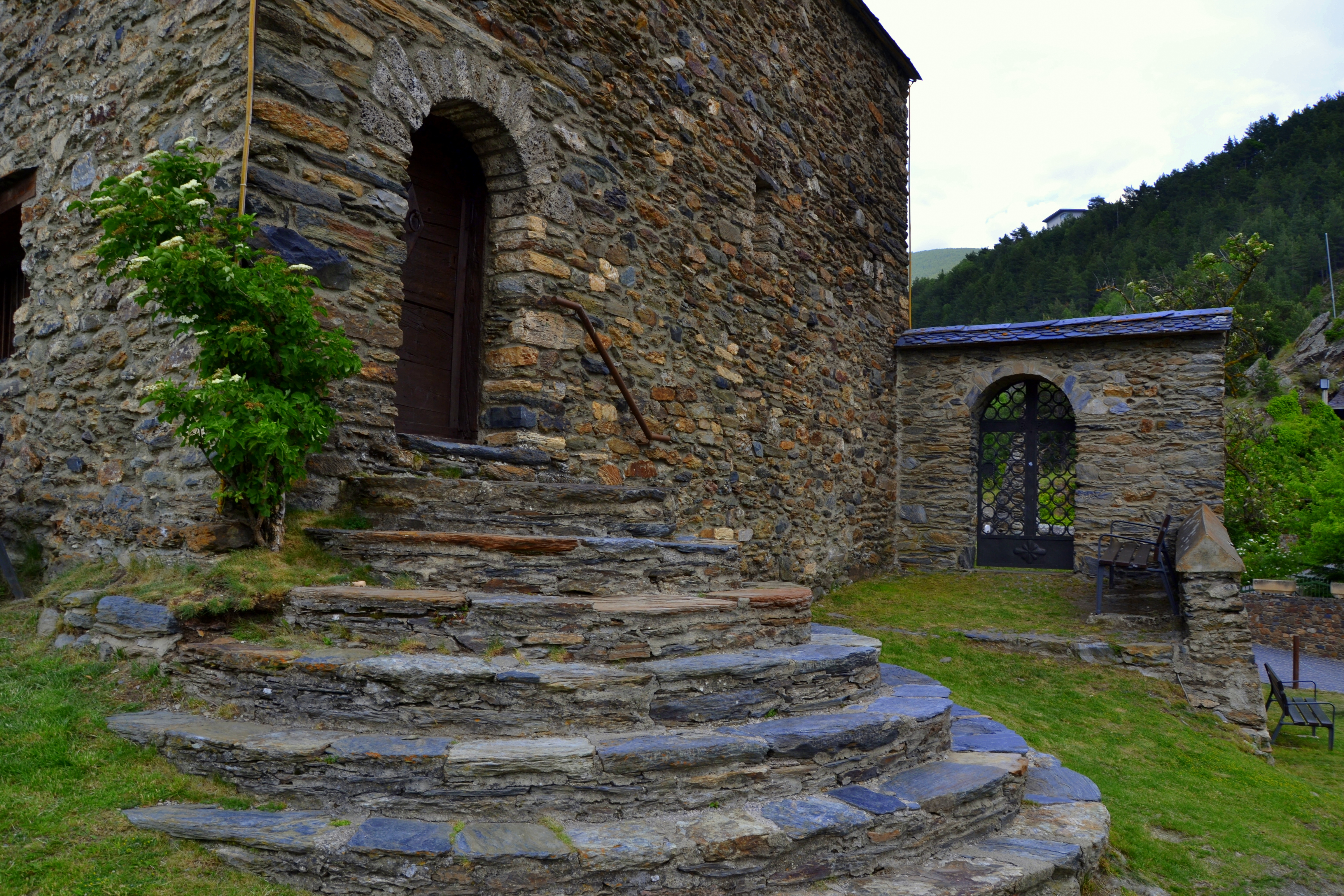
Porte d'entrée.

### Intérieur

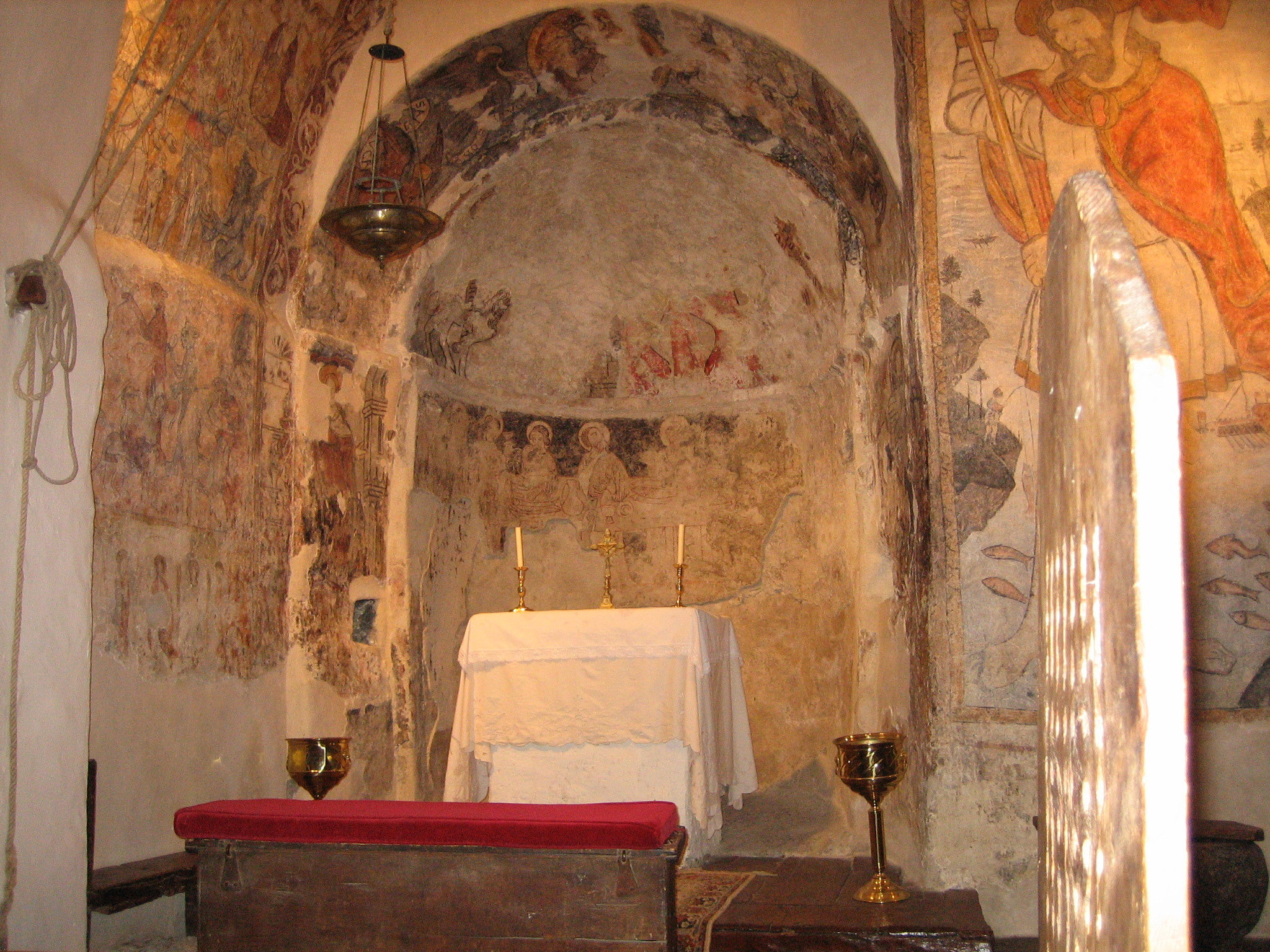
Peintures conservées à l'intérieur de l'église

L'intérieur comportait des peintures murales romanes qui ont été retirées dans les années 1930, et dont la localisation actuelle est inconnue. Ces peintures avaient été réalisées au XIIe siècle par un peintre dont le nom n'est pas connu mais surnommé « le maître de Santa Coloma » en référence à la décoration de l'église de Santa Coloma qui constitue son œuvre la plus emblématique. Ce peintre a également orné de peintures l'église Sant Miquel d'Engolasters et l'église Sant Romà de Les Bons.
L'abside arbore une représentation protogothique de la Cène entourée de peintures du XVIe siècle qui s'étalent vers le mur occidental et représentent d'une part Saint Christophe et d'autre part l'archange Michel dans sa fonction psychostase. Cet ensemble constitue l'unique exemple de peintures murales protogothiques de la principauté.
Enfin l'église abrite un retable du XVIe siècle représentant des étapes de la vie de Saint Christophe.